# Bükk

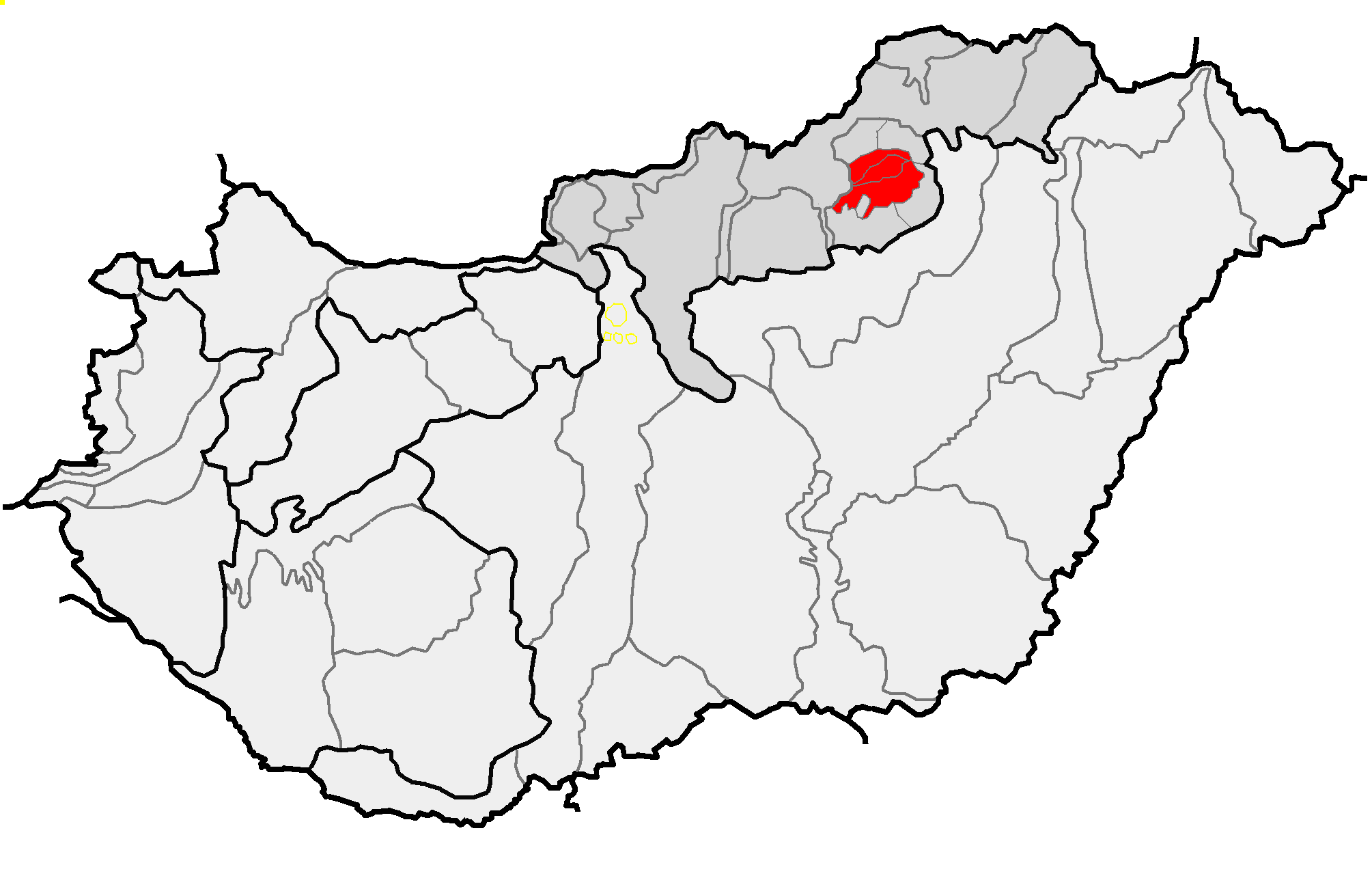

I monti Bükk (letteralmente in ungherese significa "faggio") si trovano nel nord-est dell'Ungheria e fanno parte dei Rilievi precarpatici settentrionali che costituiscono il margine più meridionale dei Carpazi Occidentali Interni.
Sebbene Kékes, il punto più alto dell'Ungheria, si trovi nella vicina regione dei monti Mátra, l'altezza media dei Bükk, con più di 20 picchi più alti di 900 m, è superiore. Il punto più alto dei Bükk è Kettős-bérc (960 m), terza vetta del paese dopo Kékes e Galyatető.
Ci sono 853 caverne conosciute nella catena dei Bükk, tra cui István-lápa, la più profonda del paese (250 m), l'archeologicamente rilevante Grotta di Szeleta, la Barlangfürdő (attrazione termale di Miskolc-Tapolca), la Grotta Anna e la Grotta István. Di queste grotte 45 sono protette per la loro fauna e microclima.
La maggior parte del territorio dei monti Bükk fa parte del Parco nazionale di Bükk.